# 菲利浦·路多克

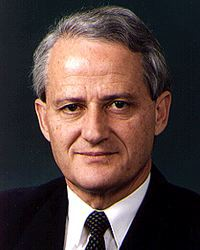

菲利浦·路多克（Philip Ruddock，1943年3月12日—）是一位澳洲政治人物，他的黨籍是澳洲自由黨。自1993年開始，他是貝羅拉選區選出的澳大利亞眾議院的議員。他從1973年至2016年一直是澳洲眾議院議員，是澳洲歷史上任職時間第二長的國會議員。2017年開始任康士比郡市長。